# Hans Reist
Hans Reist (* vor 1644 in Oberthal, Emmental, Kanton Bern, Schweiz; † nach 1697) war ein Schweizer Ältester und Prediger unter dem Namen Hüsli-Hans der schweizerischen Täuferbewegung, die auch Schweizer Brüder genannt wurden. Über sein Leben sind nur wenige Dokumente überliefert.

## Leben
Hans Reist stammte wahrscheinlich aus dem Weiler Oberthal, nach anderer Überlieferung jedoch aus der Gegend um Sumiswald im Emmental, im Kanton Bern. Über Herkunft von Hans Reist gibt es keine verlässlichen schriftlichen Angaben. Nach einem offiziellen Dokument in Trachselwald, das im Staatsarchiv Bern aufbewahrt wird, wurden seine Frau Baby Ryser und er wegen täuferischer Lehre 1670 oder 1671 vom Hof Rotenbaum bei Heimiswil vertrieben, und sie flohen nach Ehrstädt im Kraichgau in Baden. Sein Hof wurde von den Behörden konfisziert und verkauft, sein Vieh und seine Habe wurden an einer öffentlichen Auktion versteigert und dem sogenannten staatlichen Täufergut zugeführt. Dieses Schicksal teilte er mit etwa 700 Täufern im Kanton Bern. 1686 kehrte er erneut ins Emmental zurück, wo er bei seinem Schwager Tobias Heiniger eine Täuferversammlung abhielt, wie es das Chorgericht festhielt.
Hans Reist wurde zum Ältesten der Schweizer Brüder berufen, die in jener Zeit sehr zahlreich im Emmental vertreten waren. Als begabter Prediger hatte er grossen Einfluss auf die Täufergemeinden in der Schweiz, im Elsass und in Süddeutschland. Bedeutung erlangte er vor allem als Anführer der Gegenpartei Jakob Ammanns. Dieser berief im Juli und August 1693 eine Versammlung in Friedersmatt bei Bowil für alle Gemeindeältesten der schweizerischen Täufer ein, um seine Glaubensansichten darzulegen. Nikolaus Moser, Ältester der Friedersmatt, und Peter Giger, von Reutenen bei Zäziwil, vertraten ihn dort. Hans Reist besuchte trotz mehrfacher Aufforderung diese Versammlungen nicht, legte aber schriftlich dar, weshalb er die engstirnigen Ansichten von Jakob Ammann ablehnte. Er vertrat eine sanftere Gemeindedisziplin und hatte pietistische Freunde, von denen er auch beeinflusst worden war.
Die Schweizer Brüder und ihre Geschwister spalteten sich durch gegenseitigen Bann in die Amischen, die auch Häftler genannt, und die Reistischen, die als Knöpfler bezeichnet wurden. Es gelang Hans Reist, einen Grossteil der Täufer der Region von seiner Sichtweise zu überzeugen. Diese bildeten die Keimzelle der heutigen Konferenz der Mennoniten der Schweiz (Alttäufer) und zahlreicher konservativer Gruppen der Mennoniten in Nordamerika.
Das Sterbedatum und der Sterbeort von Hans Reist sind unbekannt. Trotz seiner grossen Bedeutung für die Mennoniten ist Hans Reist heute ausserhalb der mennonitischen Kirchengemeinschaften beinahe vergessen, da er keine theologischen Schriften hinterliess. Es ist nur ein Gemeindelied mit 46 Strophen von ihm überliefert namens Es ist em wunderschone Gaab, das sich inhaltlich um die biblische Geschichte von Abraham und seinem Sohn dreht.